# Muzi Mei

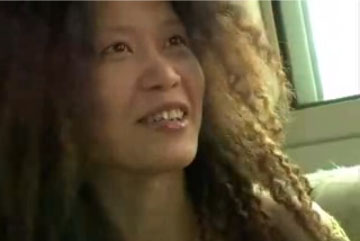
Muzi Mei

Muzi Mei (chinesisch 木子美, Pinyin Muzǐměi, Jyutping Muk6zi2mei5, auch „Mùzǐ Měi“ oder „Mu Zimei“ oder „Mu Zi Mei“ oder „Muzimei“; * 3. Dezember 1978, geboren als 李麗 / 李丽,  Lǐ Lì, Jyutping Lei5 Lai6) ist das Pseudonym einer Autorin, Journalistin und Bloggerin aus Guangzhou, Volksrepublik China. Sie erlangte international vor allem durch die Skandalisierung ihres erotischen Weblog-Tagebuchs Bekanntheit. 

## Leben und Werk
Muzi Mei studierte Philosophie und arbeitete danach in Guangzhou als Redakteurin und Kolumnistin. Ihr wirklicher Name ist Li Li (李麗 / 李丽), ihr Pseudonym entsteht aus den beiden Zeichen Mu (木) und Zi (子), welche in der Form mù zǐ lǐ (木子李) in chinesischer Sprache ihren Nachnamen Li (李), durch Angabe der enthaltenen Zeichen, beschreibt. Also das Schriftzeichen Mu (木) plus das Zeichen Zi (子) ergeben zusammengeschrieben das Zeichen Li (李), ihr Familienname. Mei (美) und ihr Vorname Li (麗 / 丽) sind Synonyme; beide bedeuten schön. 
Bekannt wurde Muzi Mei 2003 durch ihren Blog, der freimütige Schilderungen ihrer sexuellen Begegnungen mit verschiedenen Männern enthielt. Mit diesem Format nahm sie eine Vorreiterinnenrolle in China ein. Sie musste den Zugang zu ihrem Blog zeitweise auf Druck der chinesischen Regierung einschränken und ihn letztlich ganz schließen. Sie war Gegenstand einer hitzigen Diskussion in der Presse, in Foren und Chaträumen in ganz China und wurde sogar in Artikeln der New York Times und Washington Post sowie anderen internationalen Medien erwähnt. Ihr Name wurde oft zusammen mit dem von Tang Jiali genannt, einer Tänzerin, die als erste Chinesin ein Buch mit Aktfotografien von ihr selbst veröffentlichte. Dies spiegelt eine teilweise Liberalisierung von Einschränkungen in Bezug auf sexuelle Inhalte und Nacktheit in chinesischen Medien wider, die 2003 begann. 
Das auf Muzi Meis Blog beruhende Buch wurde unmittelbar nach seinem Erscheinen in China verboten „und die ‚Affäre Mu Zimei‘ geriet zum öffentlichen Skandal“. Sie musste ihre Stelle bei einem Zeitungsverlag aufgeben. Teile ihres Blogs wurden 2006 ins Französische übersetzt und unter dem Titel Journal sexuel d´une jeune Chinoise sur le net herausgegeben. Eine deutsche Übersetzung ist 2007 als Mein intimes Tagebuch (Aufbau-Verlag) erschienen.